# Realmforge Studios
Realmforge Studios ist ein 2008 gegründeter deutscher Entwickler von Computerspielen mit Sitz in München. Das Tochterunternehmen von Kalypso Media beschäftigt 14 Mitarbeiter.

## Geschichte
Im November 2008 gründete Kalypso Media das Unternehmen Realmforge Studios GmbH. Das bereits existierende Unternehmen Boxed Dreams, welches zu dem Zeitpunkt Entwickler des Adventures Ceville war, wurde in die neue Firma vollständig integriert. Ceville erschien am 19. Februar 2009 für Windows und iOS.
Am 23. Februar 2010 erschien M.U.D. TV, eine Wirtschaftssimulation, in der man einen Fernsehsender leiten muss. Das Spiel ähnelt in einigen Punkten dem Klassiker Mad TV aus dem Jahre 1991. M.U.D. TV erhielt gemischte Kritiken. Anfang 2011 erschien das Echtzeit-Strategiespiel Dungeons und im Herbst desselben Jahres ein eigenständig laufendes Add-on unter dem Titel Dungeons: The Dark Lord. Sowohl das Spiel als auch das Add-on erhielten mittelmäßige Bewertungen. Am 4. Mai 2012 wurde das Stealth-Action-Spiel Dark angekündigt, welches am 3. Juli 2013 für Windows und Xbox 360 erschien. Dark erhielt von der Fachpresse überwiegend negative Kritiken. Vor allem das schlechte Balancing sowie die schlecht umgesetzte Atmosphäre und Handlung wurden kritisiert.
Im April 2015 erschien die Fortsetzung Dungeons 2 für Windows, MacOS, Linux und die PlayStation 4. Auch der Nachfolger erhielt nur mittelmäßige Bewertungen. Am 13. Oktober 2017 folgte Dungeons 3, der dritte Teil der Dungeons-Reihe. Das Spiel erschien auf Windows, MacOS, Linux, PlayStation 4 und der Xbox One. Es erhielt mittelmäßige bis positive Kritiken und soll der beste Teil der Dungeons-Reihe sein.
2020 erwarb Mehrheitseigner Kalypso die verbliebenen 40 % Anteile an Realmforge. Gleichzeitig übergab der Publisher die Verantwortung für das Tropico-Franchise an seine Münchener Tochtergesellschaft.

## Spiele
| Jahr | Titel                   | Plattformen                                       | Genre                 |
| ---- | ----------------------- | ------------------------------------------------- | --------------------- |
| 2009 | Ceville                 | Windows, iOS                                      | Adventure             |
| 2010 | M.U.D. TV               | Windows                                           | Wirtschaftssimulation |
| 2011 | Dungeons                | Windows                                           | Echtzeit-Strategie    |
| 2011 | Dungeons: The Dark Lord | Windows                                           | Echtzeit-Strategie    |
| 2012 | Dark                    | Windows, Xbox 360                                 | Action-Spiel          |
| 2015 | Dungeons 2              | Windows, MacOS, Linux, PlayStation 4              | Echtzeit-Strategie    |
| 2017 | Dungeons 3              | Windows, MacOS, Linux, PlayStation 4, Xbox One    | Echtzeit-Strategie    |
| 2021 | Spacebase Startopia     | Windows, PlayStation 4, Xbox One, Nintendo Switch | Aufbau-Strategie      |
| 2023 | Dungeons 4              | Windows, PlayStation 5, Xbox Series X/S           | Echtzeit-Strategie    |